# Upplands runinskrifter 118
Upplands runinskrifter 118 är en vikingatida runsten av granit i Älvsunda, Eds socken och Upplands Väsby kommun. Runstenen är sönderslagen i fem delar men lagad. Den är 1,6 meter hög samt 1,5 meter bred. Runhöjden är 7-8 cm. Delar av stenen saknas men ännu på 1600-talet var stenen så gott som intakt. Den har krossats någon gång på mitten av 1800-talet. Delarna ska ha använts i den närliggande järnvägsbron.

## Inskriften
Translitterering av runraden:
ragnfastr ' lit ' (r)[ai](s)a ' [stain · uk · bro · kara ' iftiʀ] emink ' faþ(u)[r ·] sin · an uaʀ ' sun ' rag[niltaʀ · in ·] ybiʀ [risti run]a[ʀ]
Normalisering till runsvenska:
ʀagnfastr let ræisa stæin ok bro gæra æftiʀ Hæming, faður sinn. Hann vaʀ sunn ʀagnhildaʀ. En Øpiʀ risti runaʀ.
Översättning till nusvenska:
Ragnfast lät resa stenen och göra bron efter Häming, sin fader. Han var Ragnhilds son. Och Öpir ristade runorna.